# 利德 (瓦萊州)

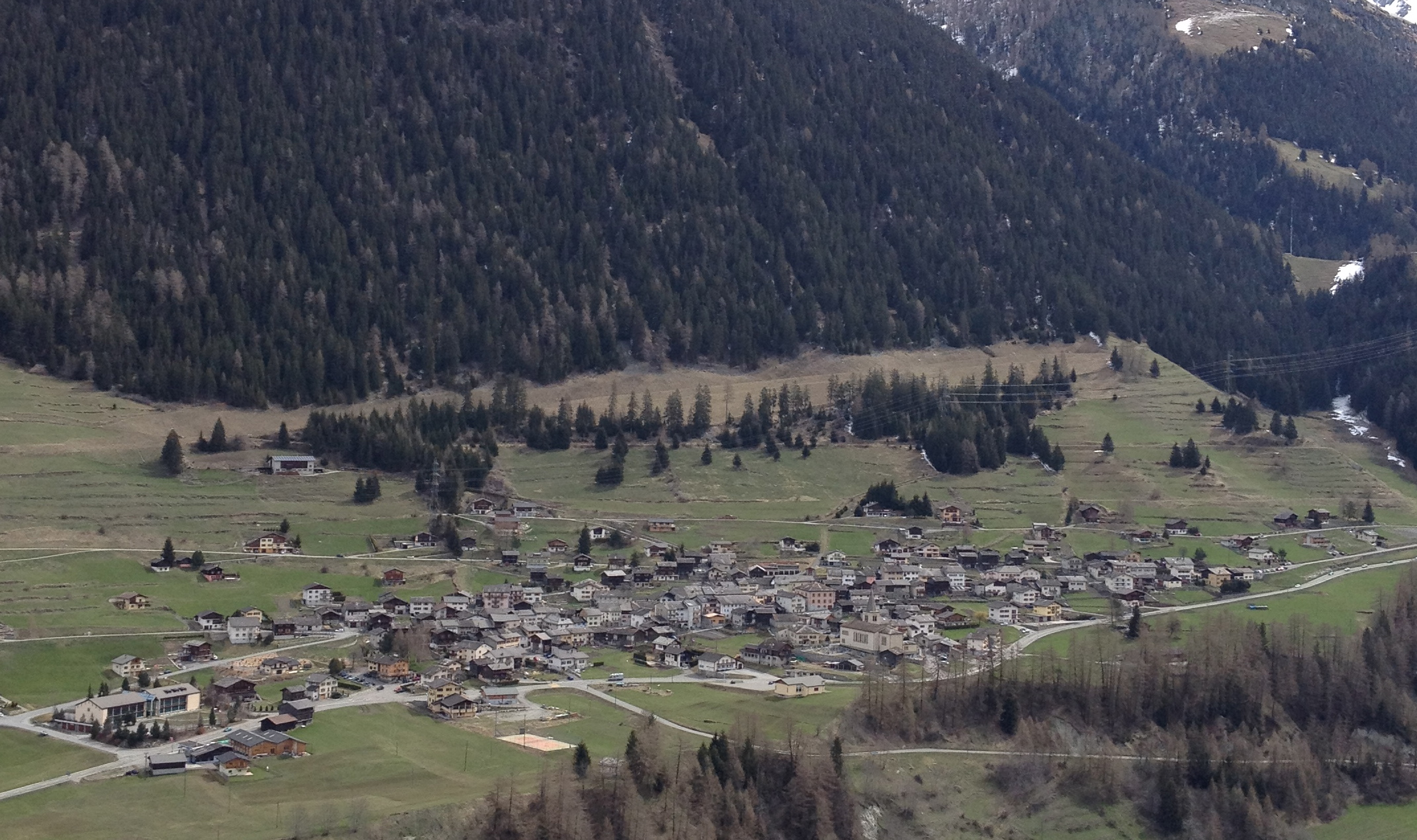

利德是瑞士的城鎮，位於該國南部，由瓦萊州負責管轄，面積60.16平方公里，海拔高度1,346米，2011年人口743，九成人口信奉羅馬天主教，人口密度每平方公里12人。